# Palazzo Foglia
Il Palazzo Foglia affaccia su piazza dei Martiri in San Giovanni, frazione del comune di Ceppaloni, provincia di Benevento.

## Storia
L'edificio attuale risale al XVIII secolo e fu realizzato dai signori Foglia di Montesarchio ampliando un preesistente fabbricato acquisito dai nobili de Rubbo nel XVII secolo.
Il complesso è costituito da due corpi di fabbrica con una corte interna, delimitata da un lato da un porticato con archi a tutto sesto e con al centro un pozzo .
L'immobile è un bene culturale dichiarato, con decreto 19 gennaio 1987 del Ministero per i Beni Culturali e Ambientali, «di particolare interesse storico-artistico» ai sensi del d. Lgs 22 gennaio 2004, n. 42